# Istituto Bruno Leoni
L'Istituto Bruno Leoni (IBL) è un centro studi italiano fondato nel 2003 per promuovere la tradizione del pensiero liberale in Italia. I fondatori sono stati Carol Erickson, Franco Forlin, Sergio Leali, Carlo Lottieri, Alberto Mingardi, Carlo Stagnaro e Tito Tettamanti. L'istituto, che prende il nome da Bruno Leoni, ha sedi a Torino e Milano.
L'istituto organizza convegni e seminari in varie città italiane ed europee e pubblica ricerche nell'ambito delle scienze sociali.
Secondo il Global Go To Think Tank Index Report 2020, la classifica dei centro studi curata dalla Università della Pennsylvania, l'Istituto Bruno Leoni risulta 132° a livello mondiale (su 174 istituti considerati) e 76° (su 142) tra quelli dell’Europa occidentale.
IBL è membro fondatore di Epicenter, una rete paneuropea con sede a Bruxelles di sei centri studi in favore del libero mercato.
Nel 2004 è stato insignito del Templeton Freedom Award for Institute Excellence dall'Atlas Foundation (Stati Uniti) per le iniziative condotte in ambito divulgativo ed educativo.

## Idee
(Dal sito dell'IBL)
L'istituto promuove idee economiche e filosofiche liberali, ispirandosi principalmente a economisti della scuola austriaca. Vengono, altresì, promosse le idee di economisti di scuole differenti come Milton Friedman, James M. Buchanan della teoria della scelta pubblica e Wilhelm Röpke dell'ordoliberalismo.
L'economista italiano Sergio Ricossa è stato presidente onorario fino alla sua morte.
Tra i principali impegni del centro-studi bisogna ricordare quelli a difesa della proprietà privata e contro l'imposizione fiscale, a favore della libera iniziativa e contro la programmazione economica, a favore della globalizzazione e contro il protezionismo. Una sua classica battaglia è anche il superamento dell'attuale sistema degli albi professionali, dato che, fin dal 2004 l'istituto, per bocca del presidente Alberto Mingardi è arrivato a reclamare "l'abolizione degli ordini professionali".
L'Istituto ha sviluppato il "contatore del debito pubblico". Il contatore si aggiorna ogni 3 secondi e fornisce una stima dello stock di debito pubblico italiano in tempo reale. La base di partenza è costituita dai dati forniti dalla Banca d'Italia. Durante la campagna elettorale per le elezioni nazionali del 2018 un contatore del debito pubblico era presente sui maxi-Led delle Stazioni di Milano Centrale, Roma Termini e Roma Tiburtina.
L'Istituto Bruno Leoni ha espresso posizioni scettiche nel dibattito sul riscaldamento globale, sostenendo tuttavia politiche come la carbon tax e altre misure per la riduzione delle emissioni anche in audizioni presso il Parlamento Europeo.
L'Istituto è affiliato all'Atlas Network, una organizzazione che sostiene e finanzia una vasta rete globale di centri-studi liberali.

## Convegni e seminari
Durante tutto l'anno l'istituto organizza incontri e convegni. Gli eventi annuali più importanti sono la cena annuale dell'IBL, il Seminario Mises (che ha, invece, cadenza biennale e si svolge in autunno a Sestri Levante), la Lectio Minghetti, il Discorso Bruno Leoni.

## Pubblicazioni
A partire dal 2009 il centro-studi ha dato vita a una propria casa editrice: IBL Libri. L'Istituto inoltre sponsorizza una collana presso l'editore Liberilibri, chiamata "Hic sunt leones". L'Istituto ha anche pubblicato un saggio del principe del Liechtenstein, Giovanni Adamo II, dedicato alla sua visione dello Stato.
L'Istituto ha un blog curato, tra gli altri, dal giornalista e conduttore radiofonico Oscar Giannino.

### Libri
Le principali collane consultabili online:
- Collana "Policy"[18];
- Collana "Diritto, Mercato, Libertà"[19];
- Fuori collana[20].

### Articoli
L'Istituto segue un'intensa attività di scrittura di articoli e studi:
- Briefing Papers[21];
- Occasional Papers[22];
- Focus[23];
- Altri Papers[24].

La ricerca più citata dell'Istituto è denominata “Indice delle Liberalizzazioni“ e viene condotta su base annuale dal 2007, mettendo a confronto i paesi dell'Unione Europea e i loro settori produttivi. Secondo l'ultima edizione, basata sui dati del 2019, l'indice italiano si attesterebbe a 75 punti su 100.

## Organizzazione

### Direzione
- Franco Debenedetti, presidente
- Nicola Rossi, consigliere di amministrazione
- Alberto Mingardi, direttore generale
- Carlo Lottieri, direttore del dipartimento di teoria politica

### Collaboratori e ricercatori
- José Piñera
- Raimondo Cubeddu

## Finanziamenti
L'associazione culturale Istituto Bruno Leoni (denominata Associazione Culturale Amici dell'Istituto Bruno Leoni fino al 2008) riceve annualmente donazioni a sostegno della propria attività da parte di numerosi enti, fondazioni, tra le quali la Fondazione Cassa di Risparmio di Torino (10.000 euro nel 2006, 10.000 euro nel 2007, e 30.000 nel 2008) e singoli privati che destinano annualmente il 5 per mille all'Istituto.